# 続・青い体験
『続・青い体験』（原題：Peccato Veniale）は、1974年のイタリア映画。

## 解説
ラウラ・アントネッリの名を不動のものにしたお色気青春映画『青い体験』の続編的映画。キャストは前作同様ラウラ・アントネッリ、アレッサンドロ・モモのコンビだが、前作の内容との繋がりはなく続きというわけではない。前作よりも明るくやや甘めになっているのも特徴。

## キャスト
| 役名             | 俳優                   | 日本語吹替 |
| 役名             | 俳優                   | フジテレビ版 |
| ---------------- | ---------------------- | --- |
| ラウラ           | ラウラ・アントネッリ   | 池田昌子 |
| サンドロ         | アレッサンドロ・モモ   | 鹿沼政仁 |
| レンツィオ       | オラツィオ・オルランド | 穂積隆信 |
| ジェスティーノ   | ティノ・カラーロ       | 相模太郎 |
| リッラ           | リラ・ブリニョネ       | 新村礼子 |
| トッフォロ       | リノ・トフォロ         | 野島昭生 |
| コンテ・ザガリア | リノ・バンフィ         | 内海賢二 |
| ロージー         | モニカ・ゲリトーレ     | |
| 不明 その他      |                        | 石垣恵三郎 横沢啓子 翠準子 玄田哲章 麻上洋子 菊池紘子 岩下ひろみ 難波克弘 鈴木博 古川登志夫 三橋洋一 鈴置洋孝 倉口佳三 石谷正邦 |
|                  |                        | |
| 演出             | 演出                   | 小林守夫 |
| 翻訳             | 翻訳                   | 榎善昭 |
| 効果             | 効果                   | 遠藤堯雄 |
| 調整             | 調整                   | 遠矢征男 |
| 制作             | 制作                   | 東北新社 |
| 解説             | 解説                   | 高島忠夫 |
| 初回放送         | 初回放送               | 1978年8月11日 『ゴールデン洋画劇場』※IMAGICA TV発売Blu-ray・DVD収録(約95分)                                                     |

## スタッフ
- 監督：サルヴァトーレ・サンペリ
- 原案：サルヴァトーレ・サンペリ、オッタヴィオ・ジェンマ
- 製作：シルヴィオ・クレメンテッリ
- 脚本：オッタヴィオ・ジェンマ、アレッサンドロ・パレンゾ
- 撮影：トニーノ・デリ・コリ
- 音楽：フレッド・ボンガスト
- 編集：セルジオ・モンタナリ